# Biológiai determinizmus
Biológiai determinizmus, más néven biologizmus: a 19. században keletkezett de napjainkban is fellelhető tudománytalan, szellemi, főleg szociológiai áramlat, melynek lényege a biológiai törvényszerűségek mechanikus kiterjesztése a társadalom területére. A bioszféra sajátosságainak differenciálatlan, hamis átvitele, extrapolációja a társadalom területére a biologizálás, ebben az esetben „a társadalom biológiai törvények alapján működő organizmusként jelenik meg, és az ember alapvetően biológiai lénnyé süllyed.”
„Fogalmilag a biologizmusnak nincs tényleges kapcsolata a biológia tudományával, legfeljebb annyi, hogy mondanivalójának kifejezéséhez mozgósítja annak számos kategóriáját, s eszméinek bizonyításához a biológiából kölcsönöz érveket. Sajátos társadalmi szemléletmód ez, amely a maga mondanivalóját a bioszféra és a társadalom törvényeinek kölcsönös egymásba vetítésével leplezi el, avagy éppen ezzel fejezi ki, és ily módon a valóság mindkét szférájáról torz képet ad.”

## Története

### Előzményei, eredete
Előzményei a francia felvilágosodás – Montesquieu, Helvétius, Voltaire, Rousseau, Holbach, Diderot – társadalomelméleti naturalizmusáig nyúlnak vissza, amely alapvetően biologizmus volt. „E naturalizmus biologikus jellegét az bizonyítja, hogy a külső természet fogalmán belül is az embert körülvevő élővilág kapta a legerőteljesebb hangsúlyt. Az emberi természetet főként biológiai jellegzetességekre redukálták, és az ember emocionális pszichés megnyilvánulásait is, mint például a szenvedélyeket, főként erre a biológiai alapra vezették vissza.” E korszak naturalizmusa haladó történelmi szerepet játszott a francia forradalom ideológiai megalapozásában a társadalmi változások elkerülhetetlen, törvényszerű jellegének hangsúlyozásával, biologizmusa segítette a biológia egységes tudománnyá válását, téves társadalommagyarázatában megnyilvánuló negatív szerepe nem volt meghatározó.

### Charles Darwin
Charles Darwin munkássága és a darwinizmus az első sikeres tudományos kíséret a felvilágosodás biologizmusának meghaladására, az ember természetben elfoglalt helyének a tisztázására. Darwin is elkövet azonban néhány olyan hibát, amely a naturalizmusra jellemző: túlhangsúlyozza az ember és az állatvilág egységét „…azáltal, hogy a különbségnek a minőségi különbségek esetében is csak a mennyiségbeli fokozatos jellegét emeli ki.” A természetinek a társadalmiba és a társadalminak a természetibe való önkényes átvitele több területen kis mértékben Darwinnál is megtalálható: a létért folyó küzdelem – túlnépesedés; az állatok érzelmei; az erkölcsi érzék; az alacsonyabb rendű emberfajták; a nemek közötti különbség. Darwinnak ezen mozzanatok ellenére elévülhetetlen érdemei vannak az egységes természetszemlélet alapjainak lerakásában, s a természet és társadalom viszonyának helyes szemléletéhez való hozzájárulásban.

### Herbert Spencer
A 19. század biologizmusának egyik legmarkánsabb képviselője Herbert Spencer volt, aki nemcsak a természeti törvényszerűségeket vitte át a társadalomra, hanem szociologizáló módon a társadalmi törvényszerűségeket is kivetítette a természetre. „Spencer társadalomelméleti biologizmusának három összefonódó vonala van: 1. Darwin tanításainak átültetése a társadalmi kérdések talajára; 2. A társadalom egészének a biológiai szervezetek analógiája alapján történő értelmezése; 3. A társadalom általános vonásainak levezetése az egyes ember sajátosságaiból.” Biologizmusának egyik legkárosabb területe a darwini gondolatok elferdítésével jött létre. Darwintól eltérően az emberiségen belül különböző fajokat különített el, megfogalmazta az alacsonyabb rendű és magasabb rendű emberekről szóló nézetét, s az emberiség fejlődését nem a társadalmi rendszerek változásától, hanem az emberi faj differenciálódásától várta. A szocializmust az adott korban az emberi természettől idegennek nyilvánította, de egy jövőbeli kommunizmus lehetőségét elismerte, ha az emberi faj fejlődésével megteremtődik előfeltétele. Spencer biologista gondolatvilága így a szociáldarwinizmus megalapozójává és a későbbi fajelméletek előfutárává és forrásává lett.

### Dilthey, Nietzsche, Spengler
Wilhelm Dilthey biologizmusának fontos sajátossága, hogy eluralkodott benne a pszichologizmus: az életet a pszichikaira, a társadalmit az egyénre redukálta. „A társadalmi és természeti egybemosásának gyakorlata az életfilozófia diltheyi változatában egyenlővé válik a biológiai és pszichológiai határainak feloldásával, amikor is az egyedi pszichikum képviseli a társadalmat, az élet pedig a természetet.” Friedrich Nietzsche is erőteljesen pszichologizálta életfilozófiáját, az akaratot, az agresszivitást társadalmi mozgatóerőkké növelte, az ösztön szféráját pedig jelentősen túlbecsülte. A biologizmus és a pszichologizmus minden korábbinál mélyebb egyesítését Oswald Spengler hajtotta végre: „pszichológiai jelleget ad a biológiai jelenségeknek, és biológiai tartalmat tulajdonít a pszichológiaiaknak.” A kultúrát élő szervezetként értelmezte, s az egyedfejlődés analógiájára születés, növekedés, megöregedés, halál élettani fázisaira bontotta, s belevetítette a biológiából kölcsönzött homológia törvényét.

### Galton, Gumplowicz, Lombroso
Francis Galton a szellemi képességek öröklődésének kutatója volt, munkássága jelentősen előrevitte az öröklődéstudomány fejlődését, s hozzájárult a humángenetika megalapozásához. „Galton szándékától függetlenül – a szociáldarwinizmus közvetítésével – a tehetség biológiai öröklődéséről szóló tételével a fajelmélet kifejlődésének is talajt adott. Azért történhetett ez így, mert bizonyos pszichológiai adottságokat kizárólag biológiai (öröklődési) sajátosságokból vezetett le, nem véve kellően figyelembe a pszichikum, ezen belül a tehetség társadalmi meghatározottságát. Azzal a szándékával, hogy az emberiség szellemi képességeit megjavítsa, akarva, nem akarva megcsillantotta a tökéletesebb faj kitenyésztésének gondolatát, amin később a legszélsőségesebb fajvédők, a legszélsőségesebb fajelméletek gyártói örömmel kaptak.” A szociáldarwinizmus egyik első képviselője Ludwig Gumplowicz volt, aki a fajok harcát és az emberek egyenlőtlenségét örök természeti törvényszerűségnek tekintette. Cesare Lombroso, az antropológiai kriminológia megalapítója a szociáldarwinizmus egyik első kriminológiai alkalmazójának tekinthető.

### Kropotkin, Huxley
„Pjotr Alekszejevics Kropotkin Kölcsönös segítség (1902) című írásában a szociáldarwinizmusnak olyan válfaját dolgozta ki, mely a versengés helyett az együttműködést teszi meg a társadalmi evolúció alaptörvényévé. Thomas Henry Huxley, a biológiai evolúció darwini felfogásának legfőbb szószólója pedig az Evolúció és etika (Evolution and ethics, 1893) c. művében már egészen korán és fölöttébb élesen fordult szembe a szociáldarwinista eszmékkel.”

### Chamberlain
Houston Stewart Chamberlain biologizmusa közvetlenül a szociáldarwinizmushoz kapcsolódik. „Darwinhoz természetesen csak annyi köze van, hogy a faj kategóriáját használja, de társadalmi kategóriává teszi, és a létért folyó küzdelem tanát elméletében a fajok harcává torzítja.” Áltudományos módszerét a mitizálás és a szubjektivista önkény jellemzi. Csak a „kiválasztott faj”-hoz tartozókat tekinti embereknek, a nem-germán emberiségtől ezáltal megtagad minden életjogosultságot és kultúrképességet. Chamberlain fajelmélete a nemzetiszocializmus és a német világuralmi törekvések egyik legfőbb ideológiai támaszává vált.

### Konrad Lorenz
Konrad Lorenz az 1945 utáni biologizmus prominens képviselője. Túlnépesedési elmélete közvetlen rokonságot mutat korunk újmalthusianizmusával.

## Mai kritikája
A biológiai determinizmus egyik legismertebb mai kritikusa Richard Lewontin, „A biológia mint ideológia: a DNS doktrínája” című, illetve társszerzőként „Nem a génjeinkben: Biológia, ideológia, emberi természet” című korábbi könyvében annak általános kritikáját nyújtja. A biologizmus mai megjelenési formáinak –  szociobiológia, evolúciós pszichológia – további híres kritikusa a paleontológus, evolúcióbiológus és tudománytörténész Stephen Jay Gould.